# Metapolybia acincta
Metapolybia acincta är en getingart som beskrevs av Richards 1978. Metapolybia acincta ingår i släktet Metapolybia och familjen getingar. Inga underarter finns listade i Catalogue of Life.